# Bach (Lot)
Bach ist eine französische Gemeinde mit 207 Einwohnern (Stand 1. Januar 2022) im Département Lot in der Région Okzitanien (bis 2015 Midi-Pyrénées). Sie gehört zum Arrondissement Cahors und zum Gemeindeverband Pays de Lalbenque-Limogne. Die Bewohner werden Bachois genannt.

## Geografie
Die Gemeinde Bach liegt etwa 25 Kilometer südöstlich von Cahors in der Causse de Limogne, einem Teilbereich der Landschaft Quercy im Regionalen Naturpark Causses du Quercy. Der kalkhaltige Boden lässt keine oberirdischen Fließgewässer zu. Die Landschaft wird durch weite Trockenrasenflächen und größere Waldgebiete geprägt (Bois de Couanac, Bois d’Aubrelong). Durch Bach führt ein Strang des französischen Jakobsweges Via Podiensis. Diese Variante ist als Fernwanderweg GR 651 gekennzeichnet. Im Süden grenzt die Gemeinde an das Département Tarn-et-Garonne. Umgeben wird Bach von den Nachbargemeinden Concots im Norden, Varaire im Nordosten, Saillac im Osten, Saint-Projet im Süden, Vaylats im Südwesten sowie Escamps im Westen.
Die größten Ortsteile der Gemeinde Bach sind Les Bories Hautes, Estournel und Escabasse.

## Ortsname
Der Ortsname Bach könnte aus dem Altfranzösischen Bach für Reservoir oder aus dem Okzitanischen ubac für Platz im Norden stammen. Der Sprachforscher  Gaston Bazalgues favorisiert einen germanischen Ursprung für ein kleines Fließgewässer.

## Bevölkerungsentwicklung
| Jahr      | 1962 | 1968 | 1975 | 1982 | 1990 | 1999 | 2011 | 2021 |
| Einwohner | 153  | 144  | 127  | 124  | 140  | 144  | 166  | 196  |

Im Jahr 1841 wurde mit 718 Bewohnern die bisher höchste Einwohnerzahl ermittelt. Die Zahlen basieren auf den Daten von cassini.ehess und Institut national de la statistique et des études économiques (INSEE).

## Sehenswürdigkeiten
- Kirche Mariä Himmelfahrt (Église de l’Assomption-de-la-Vierge-Marie)
- Lavoir (Waschhaus) im Ortsteil Escabasse
- Gariotte
- Flurkreuz

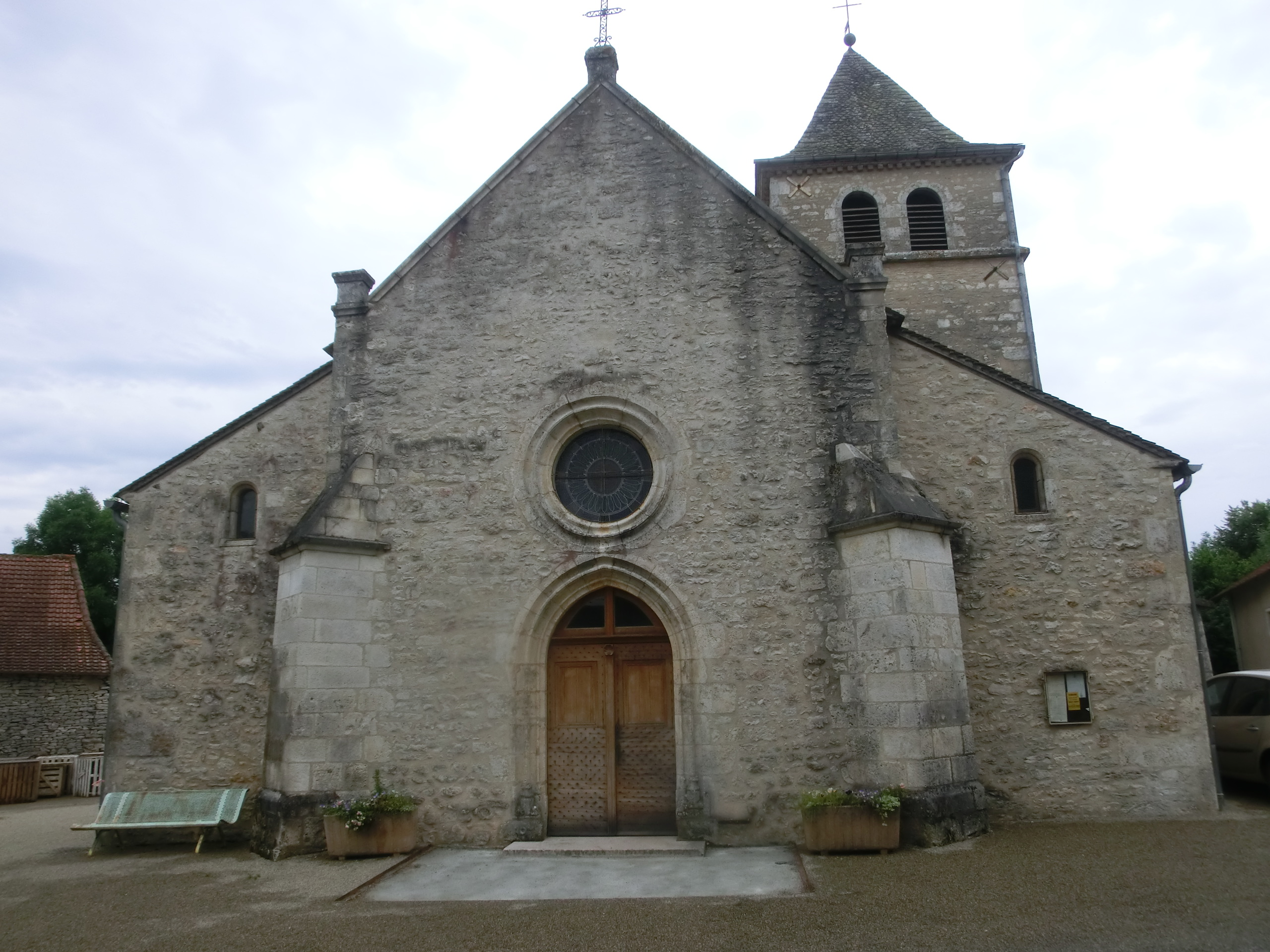
Kirche Mariä Himmelfahrt
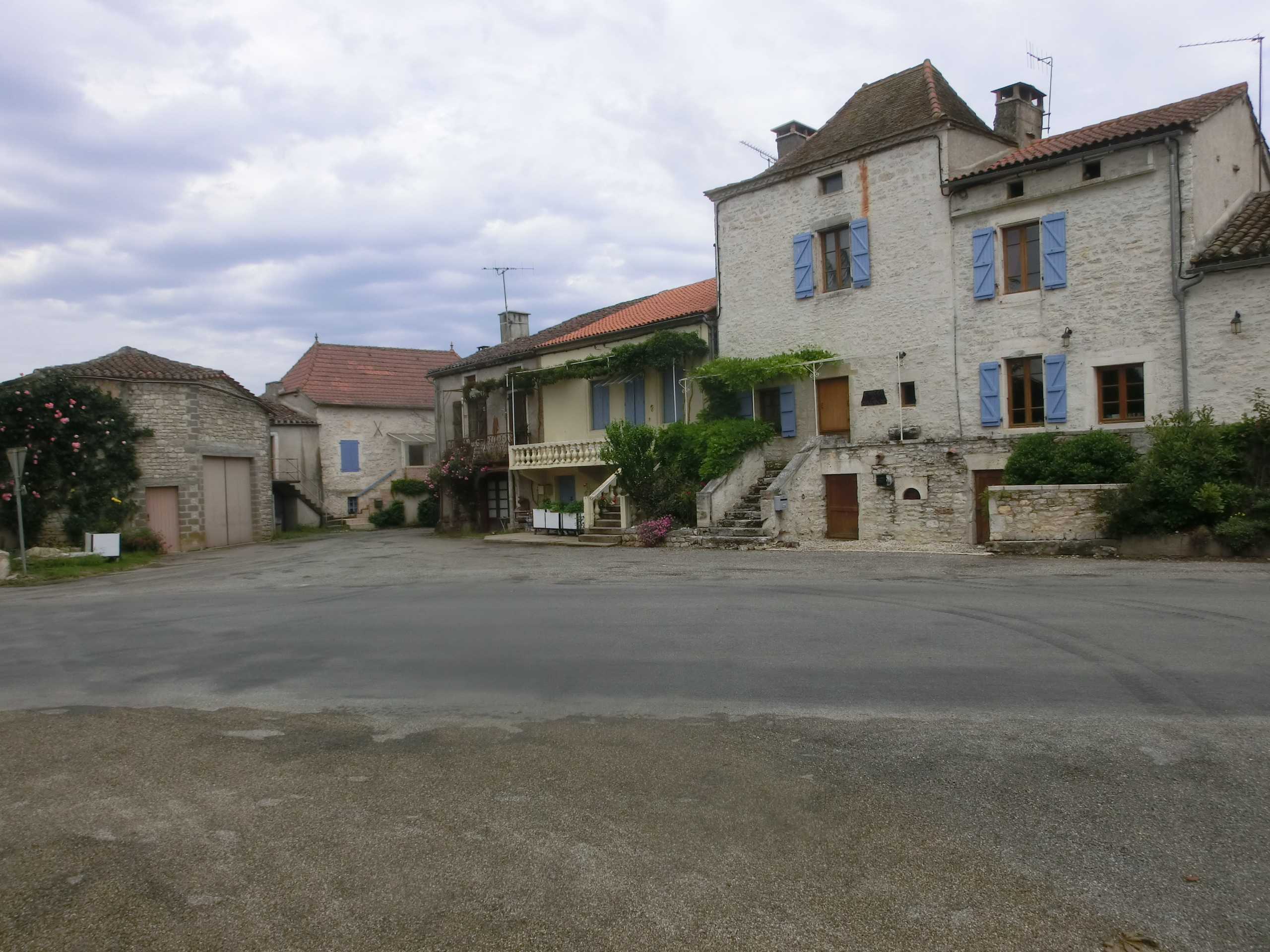
Dorfplatz
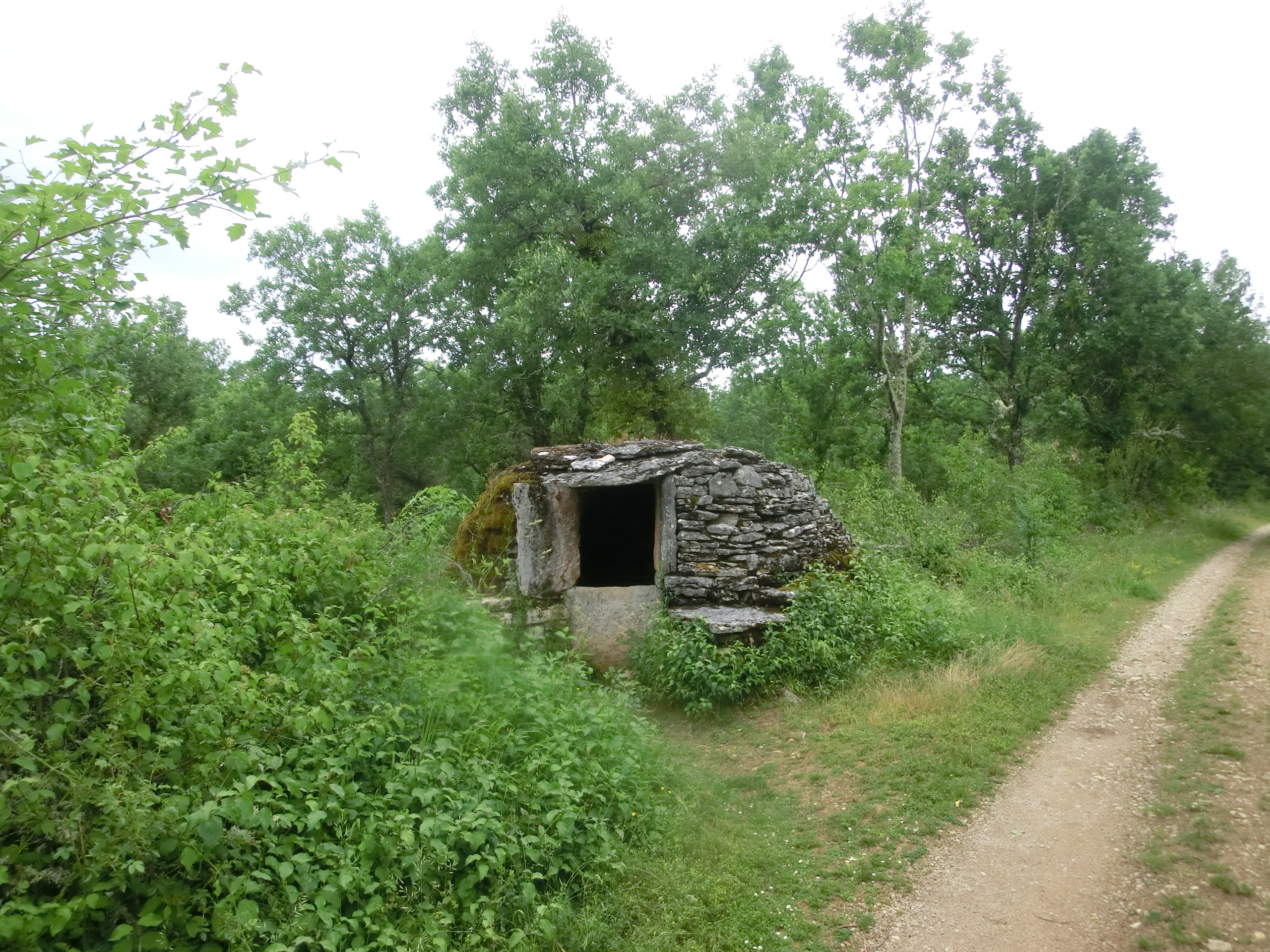
Gariotte
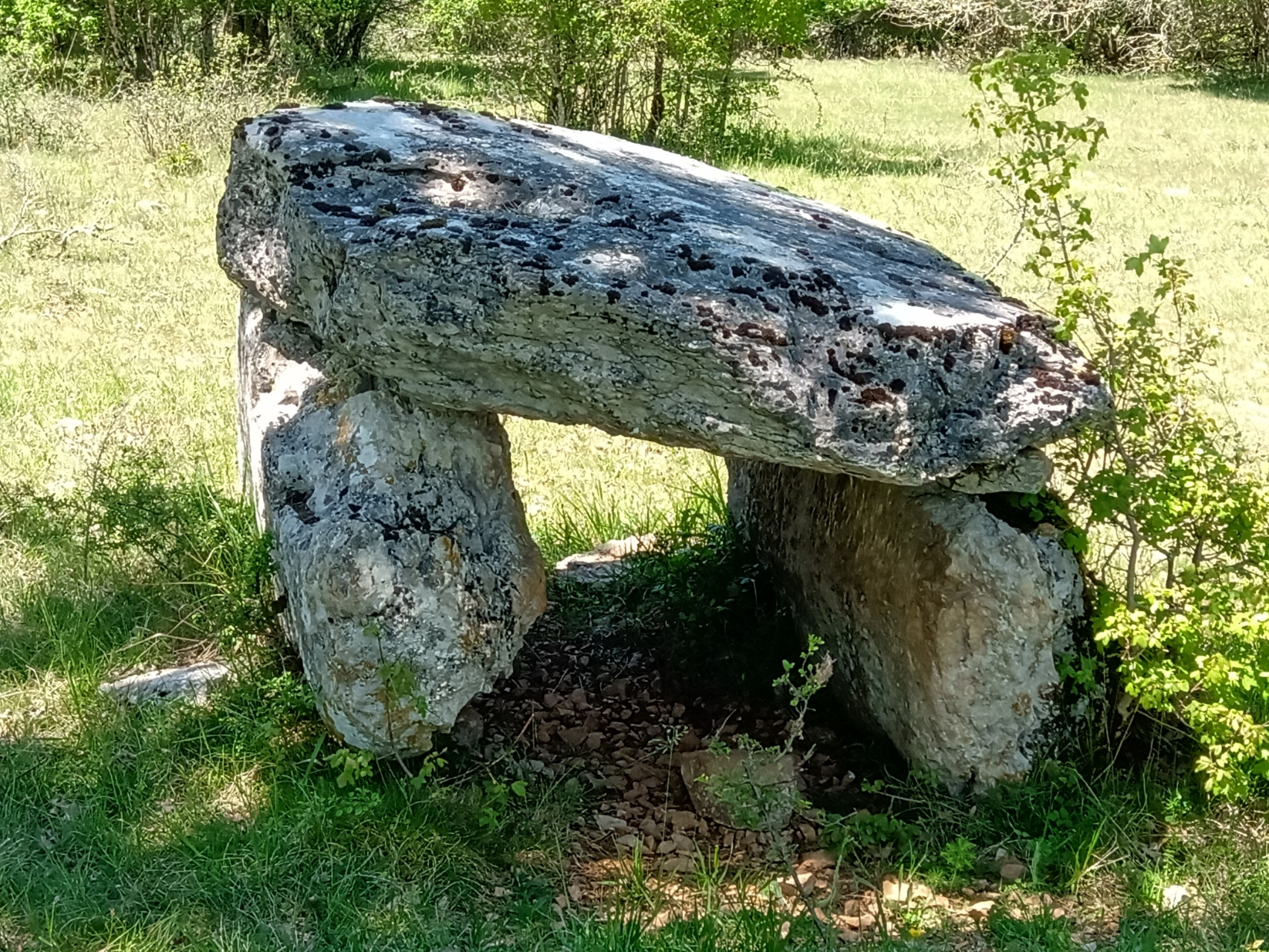
Dolmen de l'Escabassole
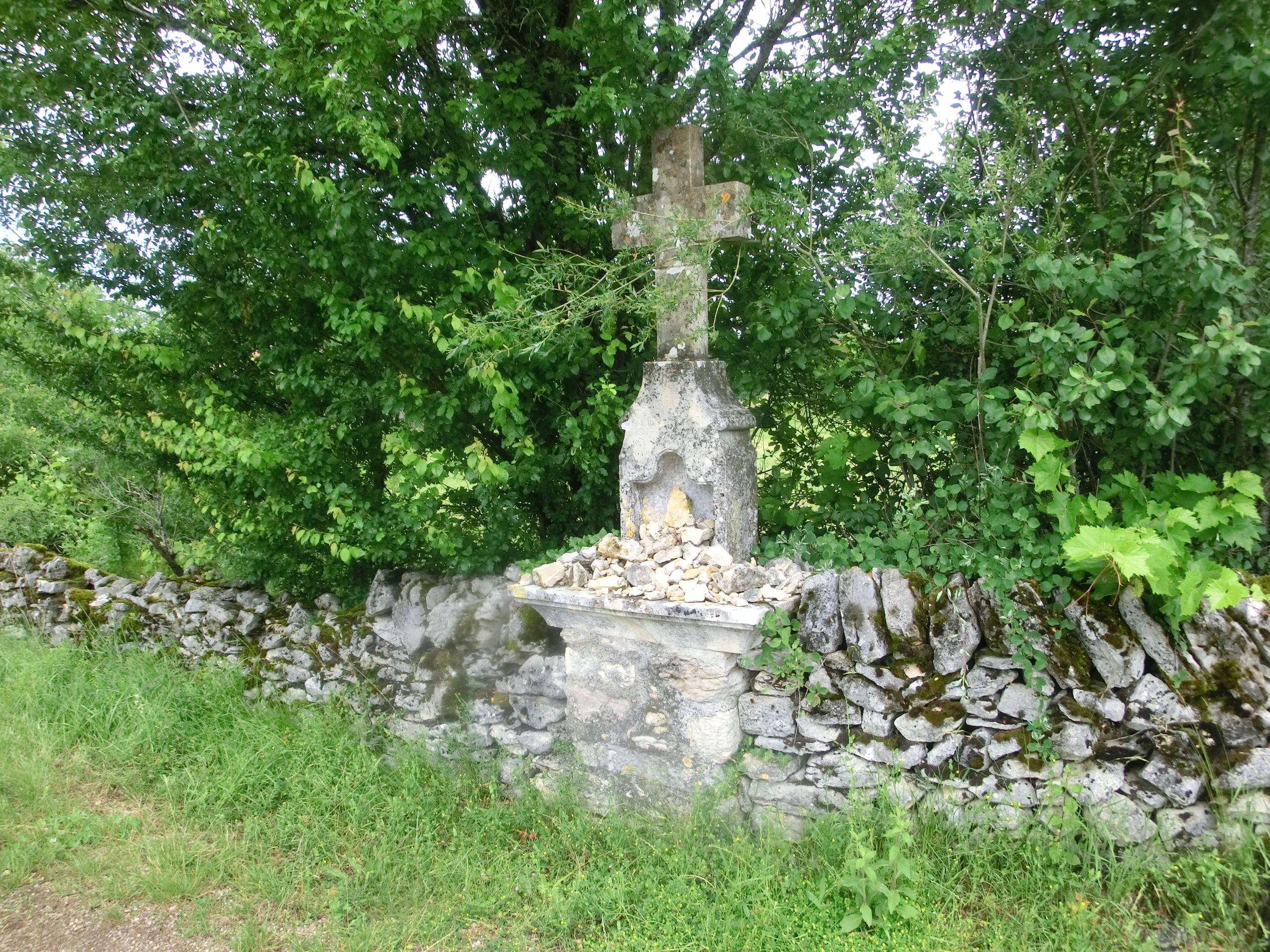
Flurkreuz

### Phosphatmine „Phosphatière du Cloup d’Aural“
Im Gebiet des Quercy wurden in den 1870er Jahren viele „Phosphatlöcher“ entdeckt und für den Abbau erschlossen. Die Aufschlüsse von Jurakalken zwischen Cahors, Figeac, Gaillac und Montauban lösten ein „Phosphatfieber“ aus, sodass im Jahr 1886 bereits 161 Minen betrieben wurden, die 30.000 Tonnen Phosphatdünger produzierten. 1887 ging die Ausbeute der Lagerstätten zurück und es wurden 112 Minen geschlossen. Durch die Entdeckung ergiebiger Phosphatlagerstätten in Nordafrika waren die französischen Minen weniger wirtschaftlich geworden. Im Jahr 1902 waren nur noch zwei Minen (in Cajarc und in Calvignac) in Betrieb.
Das wissenschaftliche Interesse der Phosphatmine Cloup d’Aural beruhte auf dem Vorkommen vieler Wirbeltierfossilien, die in der Tertiärzeit zwischen dem Ende des Eozäns und dem frühen Miozän vor etwa 20 Millionen Jahren lebten. Für einige dieser Fossilien diente sie als internationale Referenz für die Standardsequenz der europäischen Faunen. In den Phosphaten wurden mehr als 600 Tierarten identifiziert.
Um verlassene Phosphatminen nicht zu Müllkippen verkommen zu lassen und um die Plünderung der Fossilien einzudämmen, hat der Verein „Les Phosphatières du Quercy“ 1992 beschlossen, aus der ehemaligen Mine Cloup d’Aural ein Freiluftmuseum zu machen. Es wurde im Frühsommer 2000 eröffnet. Außerdem hat der Staat im Juni 2015 das Nationale Naturschutzgebiet von geologischem Interesse des Départements Lot (Réserve naturelle nationale d’intérêt géologique du département du Lot) geschaffen.
Die ehemalige Phosphatmine Cloup d’Aural ist seit 1998 als Monument historique ausgewiesen.

"Ehemalige
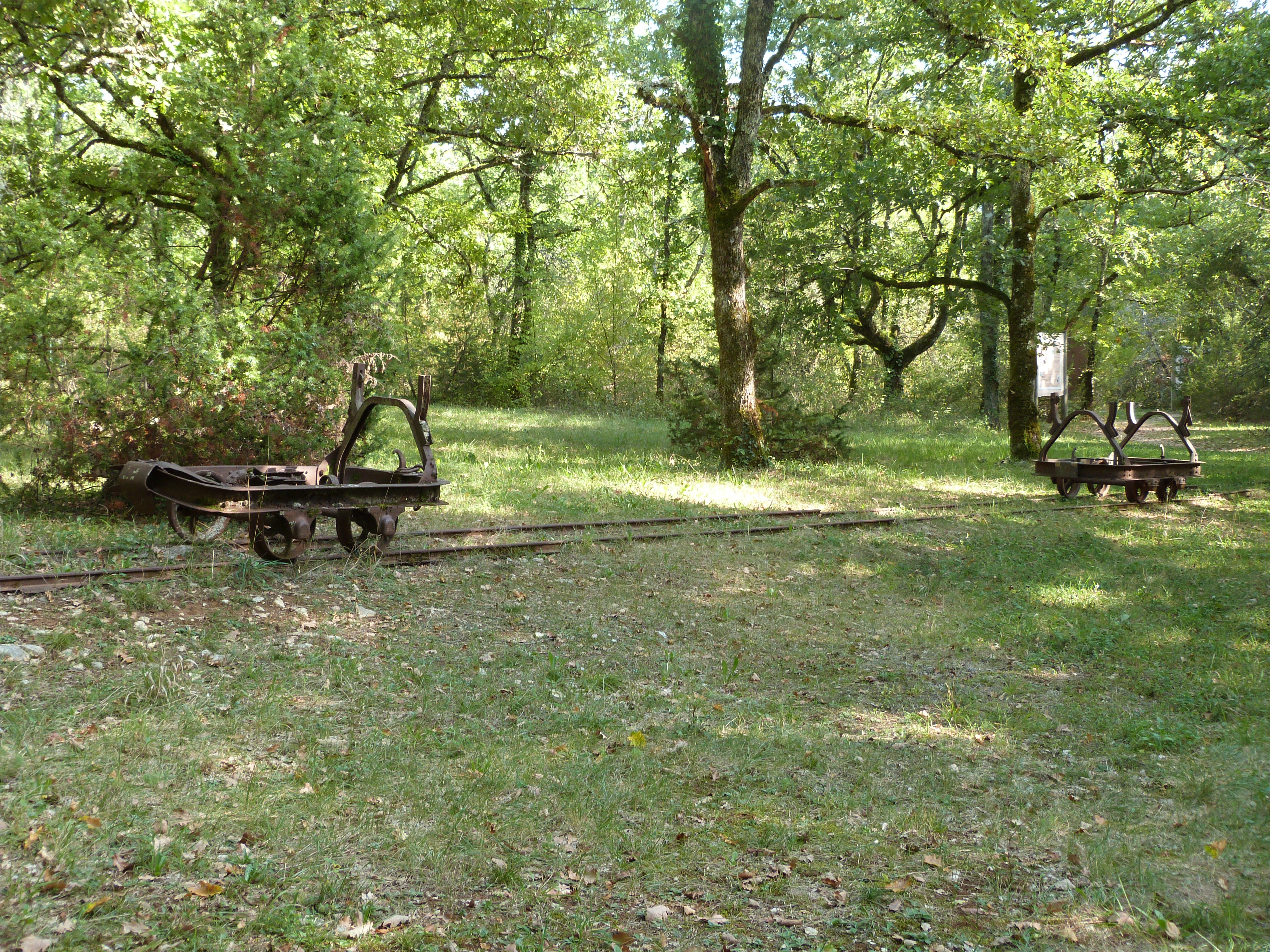
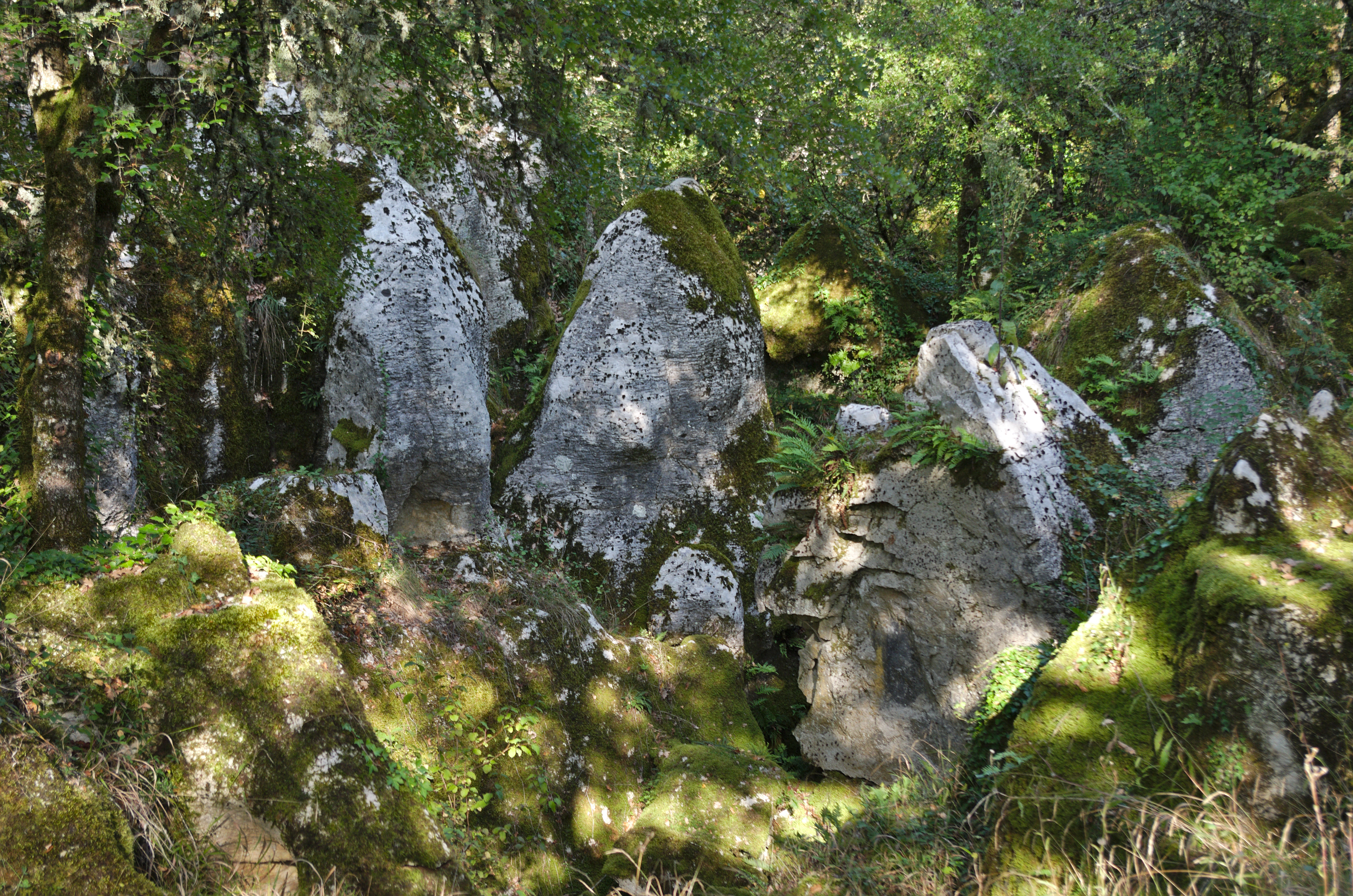
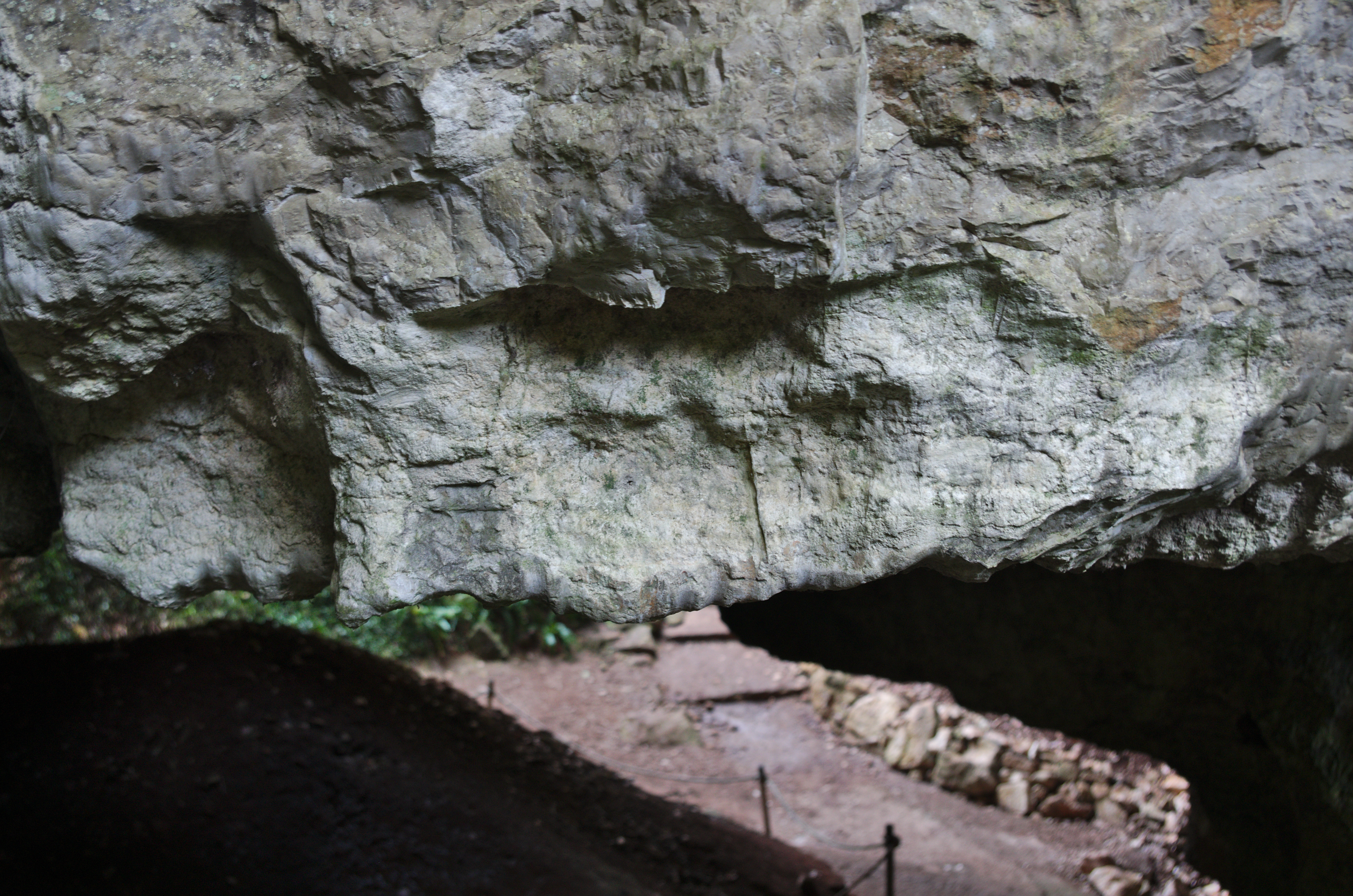
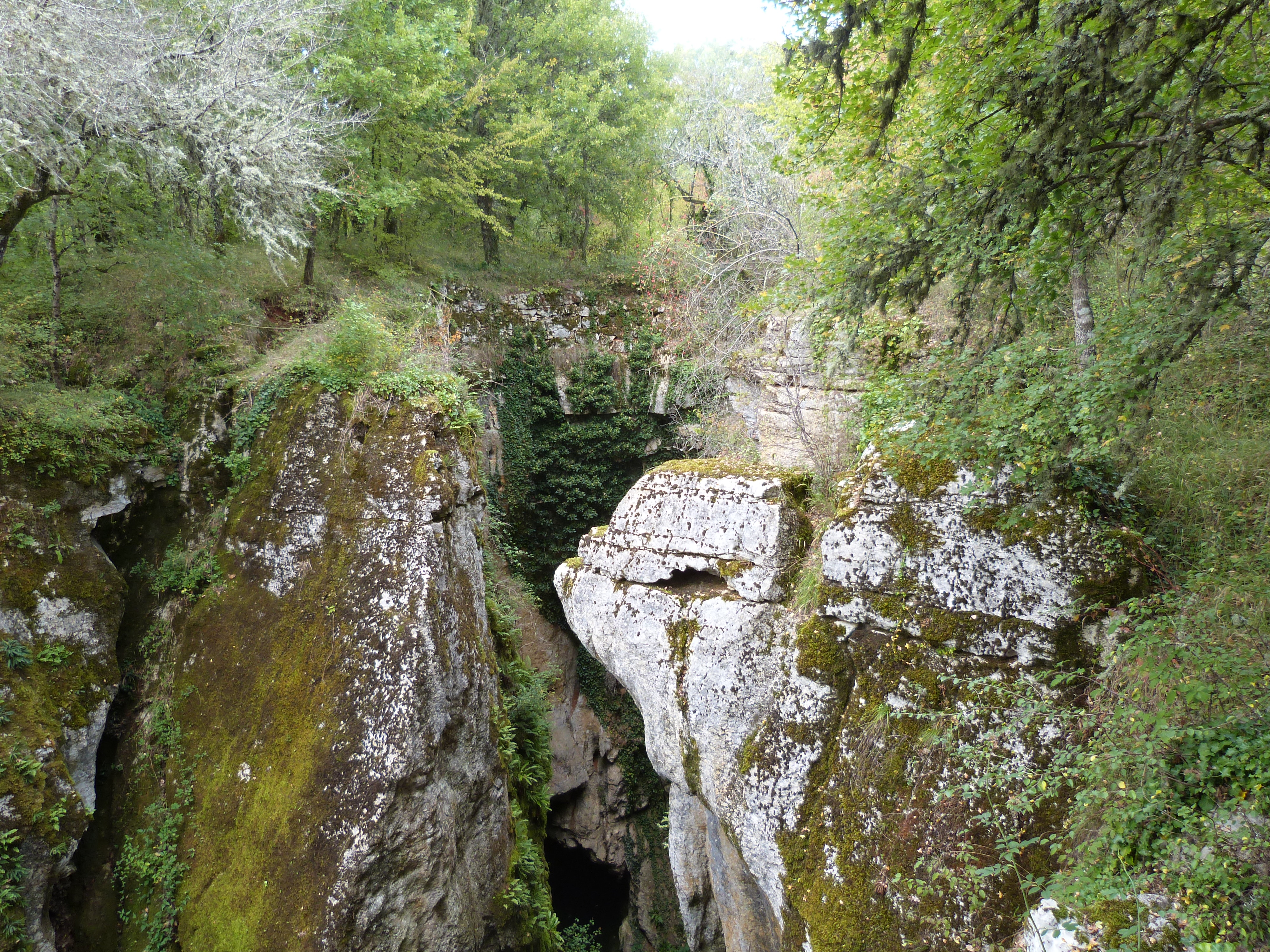

- Ehemalige Phosphatmine

## Wirtschaft und Infrastruktur
In der Gemeinde Bach gibt es einen Maurerbetrieb, eine Klempnerei, ein Restaurant mit traditioneller regionaler Küche. Neben dem Tourismus spielt auch die Landwirtschaft in der Gemeinde noch eine Rolle. In Bach sind sieben Landwirtschaftsbetriebe ansässig (Getreideanbau, Pferde-, Ziegen-, Schaf- und Schweinezucht).
In der Gemeinde Bach treffen fünf Départementsstraßen aufeinander. Im 18 Kilometer westlich gelegenen Lalbenque besteht ein Anschluss an die (Autoroute A20). Der Bahnhof Lalbenque liegt an der Bahnstrecke von Brive-la-Gaillarde über Capdenac nach Toulouse (Ligne de Brive-la-Gaillarde à Toulouse-Matabiau via Capdenac).

## Belege
1. ↑  Gaston Bazalgues: Les noms des communes du Parc, Les cahiers scientifiques du Parc naturel régional des Causses du Quercy, 2014, Band 1, S. 116 (Memento des Originals vom 3. März 2016 im Internet Archive)  Info: Der Archivlink wurde automatisch eingesetzt und noch nicht geprüft. Bitte prüfe Original- und Archivlink gemäß Anleitung und entferne dann diesen Hinweis. (PDF-Datei, französisch), auf parc-causses-du-quercy.fr
2. ↑  Bach auf cassini.ehess.fr
3. ↑  Bach auf insee.fr insee.fr
4. ↑  Site archéologique de la phosphatière du Cloup d'Aural in der Base Mérimée des französischen Kulturministeriums (französisch)
5. ↑  Landwirtschaftsbetriebe auf annuaire-mairie.fr (französisch)